# モアイ岩下
モアイ 岩下（モアイ いわした、11月8日 - ）は、日本の男性声優。本名は、岩下 読男。福岡県出身。EARLY WING所属。

## 人物
趣味・特技はサバゲ―、家電、実況。

## 出演

### テレビアニメ
2015年
- ルパン三世 PART4（警官B、黒服）

2018年
- イナズマイレブン オリオンの刻印（2018年 - 2019年、ムハバート・ザーク、ショウ・ロンポウ）

2020年
- GO!GO!アトム
- ファンタシースターオンライン2 エピソード・オラクル（アークス）

2021年
- セブンナイツ レボリューション -英雄の継承者-（シャーリーの父）
- 海賊王女（支配人）

2022年
- 史上最強の大魔王、村人Aに転生する（老人、親父）
- カッコウの許嫁（運転手）
- 咲う アルスノトリア すんっ!（騎士）

2023年
- ノケモノたちの夜（トカゲの悪魔、駅員）
- 久保さんは僕を許さない（ナレーション）

2024年
- 月刊モー想科学（黒服、ブルード、男性）

### 劇場アニメ
- どうにかなる日々（2020年）

### ゲーム
2010年代
- D×2 真・女神転生 リベレーション
- ファンタシースターオンライン2（緊急アナウンス）
- ファンタシースターオンライン2 es（デュアルバード・グッバイファイヤ）
- Need for Speed Payback（ハウスの構成員）
- 爽海バッカニアーズ！（舞台監督、船員Ａ、海賊）
- ワンダーキグ2（ダッジ、ネイル、ヴァラカン）
- ワールドフリッパー（デオフラスス）
- プリンセスコネクト!Re:Dive（王宮騎士団員、配信者）

2020年代
- グランブルーファンタジー リリンク（2024年）
- ファイナルファンタジーVII リバース（2024年）

### デジタルコミック
- アニコミ 【お詫び】みんなの王子様の童貞は私が美味しくいただきました。（2020年、花菱[3]）

### 吹き替え
- Care Bears ＆ Cousins（テンダーベア）
- ドッグス! 〜オジーの大冒険〜（チェスター、ドミニク）
- ピエロがお前を嘲笑う（MRX）
- 裏切りの獣たち（ウォーレン）
- 南の島のリゾート式恋愛セラピー（シェーン〈フェイゾン・ラヴ〉）※ソフト版
- NCIS: ニューオーリンズ
- ガーフィールド・ショー シーズン4
- HE WHO DARES 2（陸軍大臣、文部大臣）
- Master of None（ボブ）
- イージ（バーテン）
- The Romanoffs（JP、ハンス、ショーン）
- The Good Cop（司会者）
- THE PENGUIN－ザ・ペンギン－（マルコ）
- サウンド・オブ・フリーダム
- サタデー･ナイト／ＮＹからライブ！
- シークレットインベージョン Disney+
- 紅海リゾート -奇跡の救出計画-（マックス・ローズ〈アレックス・ハッセル〉）
- ホワイト・ノイズ
- YRFスパイ・ユニバース（タイガー〈サルマーン・カーン〉）
  - タイガー 伝説のスパイ[4]
  - タイガー 甦る伝説のスパイ
  - PATHAAN/パターン[5]
  - タイガー 裏切りのスパイ[6]
- 御史とジョイ（パク・スン〈チョン・ボソク〉）
- ブラック・ミラーSeason7
- プラットフォーム2※Netflix
- チェックイン漢陽(ユ・スイン)Leminoにて配信
- 太宗 イ・バンウォン～龍の国～（イ・バンウ〈オム・ヒョソプ〉）
- タルサ・キング Season1 ※Paramount+配信

### ドキュメンタリー
- サウジ・プロリーグ: キックオフ(2024年、Netflix)
- キングス・オブ・テュペロ　〜2人の男と"毒しき"陰謀論(2024年、Netflix)
- ヘリコプター・ハイスト: 舞い降りた略奪者 －制作の舞台裏－(2024年、Netflix)

### ボイスオーバー
- 人類最後の日 〜世界滅亡10のシナリオ〜（マギー）
- グランド・ツアー（リッキー・ウィルソン）
- 食品産業に潜む腐敗 / Rotten（リチャード・カナストラ）
- KILLER WOMEN ピアーズ・モガンと殺人犯の女たち（チャック・レゲト）
- Human Journey（ジェームズ ・メグズ）
- 眠ったお宝探し隊 アメリカン・ピッカーズ S11（ジョー）
- Detroit Steel（ジョージ）
- Found（グレン）
- モーガン・フリーマン時空を超えて（タイラー・ヴォルク）
- アンネ・フランク最期の日々（マーティン ・モーガン）
- アメリカお宝鑑定団 ポーンスターズ（ブレット、ジェイ）
- ポーンスターズのお宝クイズ選手権（ダリン、ダン）

### ナレーション
- 東京ゲームショー2017 e-SportsX
- ファミ通公式ニコ生[7]
- 電撃オンラインch
- PS 感謝祭 2017 アークスバトルトーナメント
- ファンタシースター感謝祭 2016
- uP!!!NEXT 〜水曜日のカンパネラ FREE LAGOOOOOON!!!〜 PV
- 出光
- LION 店頭PV

### ウェブテレビ
- うっきー&モアイのゆるガチ『PSO2』（2019年6月10日 - 、ニコニコ生放送） - レギュラー[8]